# Jérôme Quériaud
Jérôme Quériaud (aussi orthographié Jérôme Kerio) est un musicien français né le 3 mars 1986 à Poitiers. Ancien animateur radio, il est le guitariste du chanteur Amir Haddad depuis 2016.

## Biographie
Après un Bac ES, Jérôme Quériaud étudie au Studio école de France où il apprend le métier d'animateur de radio. Il fait alors quelques stages, notamment sur Fun Radio, dans l'émission de télévision Les Z'amours et avec Julien Courbet. Il est ensuite pour la première fois à l'antenne dans une émission sur Totem, radio locale de la région de Rodez. Il quitte cette radio après deux ans et demi car il souhaite animer sa propre émission.
C'est ainsi qu'en 2010, il décroche le Morning d'Activ Radio, la radio la plus écoutée de la région de Saint-Étienne. Il anime cette émission pendant trois ans et demi, jusqu'en 2014. En février 2011, il fait parler de lui dans les médias consacrés au sport après sa blague faite à Jean-Michel Aulas,. Pour répondre à des propos du président de l'Olympique Lyonnais, il lui offre une PlayStation pendant un match de football opposant l'OL et l'ASSE. Pendant son émission de radio, Jérôme Quériaud avait déjà recueilli près d'une quarantaine de PlayStations pour les envoyer à Jean-Michel Aulas. Il accompagne Nazim Khaled sur scène lors de la fête de la musique 2014 à Saint-Étienne.
Il quitte Activ Radio pour s'installer à Paris et poursuivre son rêve de travailler dans la musique. Il commence par effectuer un remplacement à Rire et Chansons puis il monte avec Grégoire Colard le spectacle Au cœur de Michel Berger qu'ils jouent au théâtre de Dix heures avec Fabienne Thibeault et Luc Plamondon. Il monte ensuite le groupe Les Princes des Villes qu'il forme avec Florent Gayat, Julien Botas et Simon Strauss. En juin 2015, Sophie Davant les invite dans son émission L'histoire continue le temps d'un numéro consacré à Michel Berger. Ils se produisent régulièrement au restaurant parisien le China depuis l'été 2015.
À partir de fin août 2015, il anime la matinale de la radio OÜI FM,. Il se démarque grâce aux chansons qu'il interprète à l'antenne, autant seul qu'en duo avec ses invités. Il compose aussi de la musique ; il propose notamment avec son ami Nazim Khaled des chansons à Amir Haddad, dont On dirait et Ma vie, ma ville, mon monde qui figurent sur le premier album du chanteur, Au cœur de moi. Il s'impose alors comme le guitariste officiel d'Amir qu'il accompagne sur les plateaux de télévision lorsqu'il fait la promotion de ses chansons. En juin 2016, il quitte son émission de OÜI FM pour se consacrer à la musique.
À partir du mois d'octobre 2016 et jusqu'en décembre 2017, il suit Amir dans sa tournée Au cœur de moi pendant laquelle il est guitariste et coordinateur de la musique et des musiciens. À partir de mai 2018, il prend part à la deuxième tournée du chanteur.